# José Ramón Enríquez Herrera
José Ramón Enríquez Herrera (Victoria de Durango, Durango; 2 de septiembre de 1963) es un político y médico oftalmólogo mexicano. Desde 2018 es Senador de la República en la LXV Legislatura del Congreso de la Unión, en representación del Estado de Durango. En dicha cámara pertenece al grupo parlamentario de Morena.
Enríquez Herrera es egresado de la Universidad Juárez del Estado de Durango (UJED) y de la Universidad Nacional Autónoma de México (UNAM). Entre 2016 y 2019 fue alcalde de Durango, Durango. En dicho periodo fue nombrado presidente nacional de la Confederación Nacional de Municipios de México (CONAMM) y de la Asociación de Autoridades Locales de México A.C. (AALMAC).
Actualmente es candidato a Presidente Municipal de Durango por la Coalición Sigamos Haciendo Historia en Durango, integrada por los partidos Morena, Partido del Trabajo y Partido Verde Ecologista de México. Su registro fue realizado el 27 de marzo de 2025.

## Trayectoria académica
José Ramón Enríquez Herrera es médico oftalmólogo. Realizó la carrera de Médico Cirujano en la Universidad Juárez del Estado de Durango (UJED) en donde recibió la medalla Benito Juárez a la excelencia académica. Asimismo, en 1987 fue galardonado con el Premio A.H. Robbins, el cual se otorga a los mejores estudiantes de medicina en México. Fue Médico Interno de Pregrado en el Instituto Nacional de Ciencias Médicas y Nutrición «Dr. Salvador Zubirán» (INCMNSZ). Además, realizó su servicio social en medicina en la Clínica de Páncreas del Departamento de Gastroenterología del INCMNSZ, bajo la supervisión del Dr. Luis F. Uscanga Domínguez, el Dr. Guillermo Robles Díaz y el Dr. J.J. Villalobos. Recibió el Premio Nacional en Investigación con el trabajo «La identificación del enfermo con pancreatitis aguda grave. Un estudio prospectivo, comparativo entre los criterios de Ranson y los del Instituto Nacional de la Nutrición Salvador Zubirán», en el cual Luis F. Uscanga Domínguez, Enrique Herrera Asencio, Florencia Vargas-Vorackova y Guillermo Robles Díaz fueron colaboradores.
El Dr. José Ramón Enríquez Herrera realizó la especialidad en Oftalmología, la subespecialidad de Retina y Vítreo y la subespecialidad de Ultrasonido Ocular en el Hospital Dr. Luis Sánchez Bulnes de la Asociación Para Evitar la Ceguera en México I.A.P (APEC) en conjunto con la Facultad de Medicina de la UNAM.
Fue Miembro del Consejo Estatal de Ciencia y Tecnología de Durango de 1995 a 1997. Se desempeñó como Presidente del Consejo Médico del Estado de Durango entre 1996 y 1998. Finalmente, fue nombrado Vicepresidente de la Federación Nacional de Colegios de la Profesión Médica (FENACOME) para el periodo 1998-2000.
Es miembro del Colegio Médico de Durango, de la Sociedad Mexicana de Oftalmología, del Consejo Mexicano de Oftalmología, de la Asociación Mexicana de Retina, de la American Academy of Ophthalmology, así como de la American Society of Retina Specialists.

## Trayectoria Política
Entre 2004 y 2006, Enríquez Herrera se desempeñó como Secretario de Salud y Director de los Servicios de Salud del Estado de Durango. En dicho periodo se encargó de diseñar y gestionar la construcción de 16 hospitales, entre los que se encuentra el posteriormente llamado Hospital 450, el cual fue planeado inicialmente como un Hospital de Tercer nivel de Alta Especialidad. Además, fue miembro del Consejo Nacional de Salud en el periodo 2004-2006 y orador oficial del Foro Nacional de Salud 2005.
Fue candidato del Movimiento Ciudadano (partido político) para la alcaldía del Municipio de Durango, pero perdió frente su adversario, Esteban Villegas Villarreal de la coalición PRI, PVEM y PANAL en las Elecciones estatales de Durango de 2013.
En el 2016, fue postulado de nuevo como candidato para la Alcaldía, pero esta vez por la coalición PAN-PRD, resultando triunfador frente a Manuel Herrera Ruíz del PRI, PVEM, PANAL y Partido Duranguense.
Entre 2016 y 2019 fue alcalde de Durango, Durango. En dicho periodo fue nombrado presidente nacional de la Confederación Nacional de Municipios de México (CONAMM) y de la Asociación de Autoridades Locales de México A.C. (AALMAC).
De septiembre 2018 a septiembre de 2024 fue Senador de la República por el estado de Estado de Durango en la LXV Legislatura del Congreso de la Unión de México. En dicha cámara perteneció al Grupo Parlamentario de Morena.